# 宝山区 (双鸭山市)
宝山区是黑龙江省双鸭山市下辖的一个市辖区。

## 行政区划
下辖7个街道、1个镇。
红旗街道、跃进街道、东保卫街道、七星街道、双阳街道、新安街道、电厂街道、七星镇和双鸭山农场。

## 人口民族
2010年末寶山全區總人口14.8萬人，其中非農業人口10.9萬人；少數民族人口約佔1.5%，主要是朝鮮族，回族，全區以漢族為主體民族。
根據第七次人口普查數據，截至2020年11月1日零時，寶山區常住人口為72475人。